# Karan Arjun
Pour plus de détails, voir Fiche technique et Distribution.
Karan Arjun (करन अर्जुन) est un film indien de Bollywood réalisé par Rakesh Roshan et sorti en 1995. C'est un film masala qui mélange donc divers genres, dont le drame, la comédie, l'action et le fantastique.
Le film décrit comme, à cause d'une rivalité ancestrale entre deux familles d'un petit village indien, deux frères - Karan et Arjun - sont assassinés par la famille adverse. Leur mère, effondrée, implore alors la déesse vengeresse Kali de ramener ses enfants à la vie et ainsi pouvoir se venger et achever la querelle entre les familles. Deux enfants naissent alors au même moment à deux endroit du pays : ils sont les réincarnations de Karan et Arjun. À l'adolescence, ceux-ci semblent avoir des visions et des réminiscences de leurs vies passées.

## Synopsis
Dans un village du Rajasthan, Durga Singh est une pauvre femme qui élève ses deux fils bien-aimés Karan et Arjun. Lorsque Durga apprend que Thakur, un riche propriétaire, est sur le point de mourir et qu'il veut lui parler, elle révèle à ses fils que son mari était le fils de ce propriétaire, qu'elle l'a épousée contre la volonté de son propre père, et qu'il a ensuite été tué par Durjan Singh, un parent de Thakur, pour l'empêcher, lui ou sa famille, d'hériter du domaine familial.
Lorsque Durga et ses fils rendent visite à Thakur, ce dernier fait part de ses regrets et annonce qu'il veut céder le domaine à Karan et Arjun. Apprenant cela, Durjan tue Thakur, avant d'assassiner brutalement Karan et Arjun avec l'aide de ses beaux-frères Nahar et Shamsher. Violentée aussi mais laissée sauve, Durga se réfugie dans un temple et supplie la déesse Kali de ramener ses fils. Miraculeusement, ses prières sont entendues et les deux se réincarnent, mais sont séparés et grandis dans des familles différentes ignorant leurs vies passées. Durga n'est pas au courant de ce miracle, mais elle croit toujours que ses fils reviendront un jour.
Vingt ans plus tard, Arjun se réincarne en Vijay et tombe amoureux de la riche Sonia Saxena; elle l'aime aussi mais son mariage est fixé au fils de Durjan, Suraj. Pendant ce temps, Karan renaît sous le nom d'Ajay. Il est poursuivi par le garçon manqué Bindiya qui l'aime et travaille bientôt pour Govind, le père de Sonia et le partenaire de Durjan dans son entreprise illégale de commerce d'armes. Sachant que Sonia aime Vijay, Suraj tente de le tuer.
Vijay l'attaque. Ajay est envoyé pour tuer Vijay; ils commencent à se battre, qui est soudainement interrompu après un éclair entre eux. Govind essaie de tirer sur Vijay; Ajay l'arrête en criant à Vijay de courir. C'est quelque chose qu'Ajay a dit à Vijay dans leur passé lorsqu'il a été attaqué. Ajay est emprisonné; Vijay s'échappe. Sonia est emmenée de force chez Durjan pour épouser Suraj.
Vijay et son ami Linghaiyya voyagent pour sauver Sonia. Tout le monde est stupéfait et l'appelle Arjun. Il se souvient enfin de sa vie passée et retrouve Durga, où il apprend à connaître son frère Karan qui est maintenant Ajay. Vijay sauve Ajay et explique toute la situation qu'ils étaient frères nommés Karan et Arjun. Pendant ce temps, Bindiya les rejoint.
Durjan entend parler du retour de Karan et Arjun mais refuse d'y croire. Nahar et Shamsher tentent de les amener devant lui mais se font plutôt tuer par Ajay et Vijay de la même manière qu'ils ont tué les deux frères. Karan (Ajay) et Arjun (Vijay) effraient Durjan en convainquant qu'ils sont de retour. Govind et Durjan se disputent, dans lequel Govind dit à Sonia de s'enfuir avec Vijay, mais c'est en fait un piège.
Ajay réussit à créer le chaos, laissant Vijay et Sonia s'échapper du piège. Vijay abat Suraj à mort et Durjan tue Govind dans un accès de rage. Il tente de tirer sur Ajay et Vijay mais à la place, ils le battent. Il demande pardon à Durga, mais Ajay et Vijay prennent leur revanche en le tuant sur son ordre. Plus tard, Vijay épouse Sonia, Ajay épouse Bindiya et toute la famille est unie.

## Fiche technique
Sauf indication contraire, les informations mentionnées dans cette section peuvent être confirmées par les bases de données cinématographiques IMDb et Allociné,  présentes dans la section « Liens externes ».
- Titre : Karan Arjun (करन अर्जुन)
- Réalisation : Rakesh Roshan
- Scénario : Sachin Bhowmick (en) et Ravi Kapoor (en)
  - Dialogues : Anwar Khan
- Musique : Rajesh Roshan (en)
  - Paroles : Indivar (en)
- Direction artistique : R. Verman Shetty
- Photographie : Kaka Thakur
- Montage : Sanjay Verma (en)
- Direction artistique : R. Verman (en)
- Costumes : Madhav Agasti, Pramila Roshan et Sai Sunetra
- Chorégraphie : Chinni Prakash (en) et Rekha Prakash
- Production : Rakesh Roshan
- Société de production : Film Kraft
- Pays de production :  Inde
- Langue originale : hindi
- Format : couleur
- Durée : 176 minutes
- Dates de sortie :
  - Inde : 13 janvier 1995
  - France : 29 novembre 2024

## Distribution
Sauf indication contraire, les informations mentionnées dans cette section peuvent être confirmées par les bases de données cinématographiques IMDb et Allociné,  présentes dans la section « Liens externes ».
- Salman Khan : Karan Singh / Ajay (double rôle)
- Shahrukh Khan : Arjun Singh / Vijay (double rôle)
- Rakhee Gulzar : Durga Singh, la mère de Karan et Arjun
- Amrish Puri : Thakur Durjan Singh
- Kajol : Sonia Saxena
- Mamta Kulkarni (en) : Bindiya
- Ranjeet (en) : Govind Saxena, le père de Sonia
- Aasif Sheikh (en) : Suraj Singh, le fils de Durjan
- Johnny Lever : Lenghaiya Tripuri, le meilleur ami de Vijay
- Ashok Saraf (en) : Badal Munshi (ou Munshiji)
- Jack Gaud (en) : Shamsher Singh, un beau-frère de Durjan

## Musique
La bande originale du film comporte sept chansons dont la musique est composée par Rajesh Roshan (en) et les paroles écrites par Indivar (en).
| Song                            | Interprète(s)                              |
| ------------------------------- | ------------------------------------------ |
| Bhangda Pa Le Aaja Aaja         | Alka Yagnik, Mohammad Aziz, Sadhana Sargam |
| Ik Munda Meri Umra Da           | Lata Mangeshkar                            |
| Jaati Hoon Main                 | Alka Yagnik, Kumar Sanu                    |
| Jai Maa Kaali                   | Alka Yagnik, Kumar Sanu                    |
| Mujhko Raanaji Maaf Karna       | Artistes inconnus                          |
| Yeh Bandhan To (version triste) | Udit Narayan                               |
| Yeh Bandhan To                  | Alka Yagnik, Kumar Sanu et Udit Narayan    |

## Distinctions
Le film a obtenu plusieurs récompenses aux Filmfare Awards et aux Screen Awards en 1996.